# Turdus roehli
El zorzal de los Usambara o zorzal de Roehl (Turdus roehli) es una especie de ave paseriforme de la familia Turdidae endémica de los montes Usambara y Pare, en el norte de Tanzania. Anteriormente se consideraba una subespecie del  zorzal oliváceo.